# Большая мечеть Ниамея
Большая мечеть Агадеса (араб. مسجد أغاديس‎) — центральная пятничная мечеть в столице Нигера городе Ниамей.

## История
Строительство мечети было начато по инициативе Муаммара Каддафи, который финансировал из бюджета Ливии строительство мечетей различных регионах Африки. Председатель Высшего военного совета и Президент Нигера Сейни Кунче заложил первый камень в фундамент мечети 25 февраля 1977 года. Несколько дней спустя Каддафи призвал Нигер присоединиться к Союзу арабского Магриба, соучредителем которого он являлся. Строительство мечети было завершено в мае 1989 года.

## Описание
Большая мечеть расположена в центре Ниамея, в районе Абиджан III, округа Ниамей на пересечении бульвара Мали Беро и Авеню де Ислам. Река Нигер протекает примерно в трех километрах к юго-западу от мечети.
Здание, расположенное на большой открытой территории, имеет яркий фасад, блестящие купола голубовато-зеленого цвета и один минарет. Минарет имеет 171 ступени. Мечеть рассчитана на 10 000 человек.